# Химический синапс
Химический синапс — особый тип межклеточного контакта между нейроном и клеткой-мишенью. У данного типа синапса роль посредника (медиатора) выполняет химическое вещество.
Состоит из трёх основных частей: нервного окончания с пресинаптической мембраной, постсинаптической мембраны клетки-мишени и синаптической щели между ними.

## Структура химического синапса
Подавляющее большинство синапсов в нервной системе царства животных является именно химическими. Для них характерно наличие нескольких общих черт, хотя, тем не менее, размеры и форма пре- и постсинаптических компонентов варьируют очень широко. Синапсы в коре головного мозга млекопитающих имеют претерминальные аксоны около 100 нанометров толщиной и пресинаптические бутоны со средним диаметром около 1 микрометра.
Химический синапс состоит из двух частей: пресинаптической, образованной булавовидным расширением окончанием аксона передающей клетки и постсинаптической, представленной контактирующим участком плазматической мембраны воспринимающей клетки. Между обеими частями имеется синаптическая щель — промежуток шириной 10—50 нм между постсинаптической и пресинаптической мембранами, края которой укреплены межклеточными контактами.
Часть аксолеммы булавовидного расширения, прилежащая к синаптической щели, называется пресинаптической мембраной. Участок цитолеммы воспринимающей клетки, ограничивающий синаптическую щель с противоположной стороны, называется постсинаптической мембраной, в химических синапсах она рельефна и содержит многочисленные рецепторы.
В синаптическом расширении имеются мелкие везикулы, так называемые пресинаптические или синаптические пузырьки, содержащие либо медиатор (вещество-посредник в передаче возбуждения), либо фермент, разрушающий этот медиатор. На постсинаптической, а часто и на пресинаптической мембранах присутствуют рецепторы к тому или иному медиатору.
Одинаковый размер пресинаптических пузырьков во всех исследованных синапсах (40-50 нанометров) сначала считали доказательством того, что каждая везикула является минимальным кластером, чье освобождение требуется для производства синаптического сигнала. Везикулы размещаются напротив пресинаптической мембраны, что обусловлено их функциональным назначением для высвобождения медиатора в синаптическую щель. Также около пресинаптического пузырька имеется большое количество митохондрий (производящих аденозинтрифосфат) и упорядоченные структуры протеиновых волокон.
Синаптическая щель — это пространство между пресинаптической мембраной и постсинаптической мембраной от 20 до 30 нанометров шириной, которое содержит связующие пре- и постсинапс структуры, построенные из протеогликана. Ширина синаптической щели в каждом отдельном случае обусловлена тем, что извлеченный из пресинапса медиатор должен проходить к постсинапсу за время, являющееся значительно меньше частоты нервных сигналов, характерных для нейронов, образующих синапс (время прохождения медиатора от пре- к постсинаптической мембране — порядка нескольких микросекунд).
Постсинаптическая мембрана принадлежит клетке, которая принимает нервные импульсы. Механизмом трансляции химического сигнала медиатора в электрический потенциал действия на этой клетке являются рецепторы — белковые макромолекулы, встроенные в постсинаптическую мембрану.
С помощью специальных ультрамикроскопичекских методик в последние годы был получен достаточно большой объем информации о детальной структуре синапсов.
Так, на пресинаптической мембране была открыта упорядоченная структура кратероподобных углублений диаметром 10 нанометров, вдавленных внутрь. Сначала их именовали синаптопорами, но сейчас эти структуры называют местами присоединения везикул (МПВ). МПВ собраны в упорядоченные группы численностью по шесть отдельных углублений вокруг так называемых уплотненных выступлений. Таким образом, уплотненные выступления формируют правильные треугольные структуры на внутренней стороне пресинаптической мембраны, а МПВ — гексагональные, и являются местами, где везикулы открываются и выбрасывают медиатор в синаптическую щель.

## Механизм передачи нервного импульса
Поступление электрического импульса к пресинаптической мембране включает процесс синаптической передачи, первым этапом которой является вхождение ионов Са2+ в пресинапс сквозь мембрану через специализированные кальциевые каналы, локализованные у синаптической щели. Ионы Са2+, с помощью неизвестного пока полностью механизма, активируют везикулы, скученные у своих мест присоединения, и те высвобождают медиатор в синаптическую щель. Вошедшие в нейрон ионы Са2+, после активации ими везикул с медиатором, деактивируются за время порядка нескольких микросекунд, благодаря депонированию в митохондриях и везикулах пресинапса.
Молекулы медиатора, высвобождаемые из пресинапса, связываются с рецепторами на постсинаптической мембране, в результате чего в рецепторных макромолекулах открываются ионные каналы (в случае канальных рецепторов, что является наиболее распространенным их типом; при работе рецепторов других типов механизм передачи сигнала отличается). Ионы, которые начинают поступать внутрь постсинаптической клетки через открытые каналы, изменяют заряд её мембраны, что является частичной поляризацией (в случае тормозного синапса) или деполяризацией (в случае возбуждающего синапса) этой мембраны и, как следствие, приводит к торможению или провоцированию генерации постсинаптической клеткой потенциала действия.

### Квантово-везикулярная гипотеза
Распространенная до последнего времени в качестве объяснения механизма высвобождения медиатора из пресинапса, гипотеза квантово-везикулярного экзоцитоза (КВЭ) подразумевает, что «пакет», или квант, медиатора содержится в одной везикуле и высвобождается при экзоцитозе (при этом мембрана везикулы сливается с клеточной пресинаптической мембраной). Эта теория была долгое время превалирующей гипотезой — несмотря на то, что корреляция между уровнем высвобождения медиатора (или постсинаптическими потенциалами) и количеством везикул в пресинапсе отсутствует. Кроме того, гипотеза КВЭ имеет и другие существенные недостатки.
Физиологической основой именно квантованного высвобождения медиатора должно быть одинаковое количество этого медиатора в каждой везикуле. Гипотеза КВЭ в классическом виде не приспособлена к описанию эффектов квантов разного размера (или разного количества медиатора) которые могут быть высвобождены при одном акте экзоцитоза. При этом надо принять во внимание, что в одном и том же пресинаптическом бутоне могут наблюдаться везикулы разного размера; кроме того, не найдено зависимости между размером везикулы и количеством медиатора в ней (то есть его концентрация в везикулах тоже может быть разной). Более того, в денервированном нервно-мышечном синапсе шванновские клетки генерируют большее количество миниатюрных постсинаптических потенциалов, чем наблюдается в синапсе до денервации, несмотря на полное отсутствие в этих клетках пресинаптических везикул, локализованных в районе пресинаптического бутона.

### Гипотеза пороцитоза
Существуют существенные экспериментальные подтверждения того, что медиатор секретируется в синаптическую щель благодаря синхронной активации гексагональных групп МПВ (см. выше) и присоединенных к ним везикул, что стало основой для формулирования гипотезы пороцитоза (англ. porocytosis). Эта гипотеза базируется на наблюдении, что присоединенные к МПВ везикулы, при получении потенциала действия, синхронно сокращаются и при этом секретируют в синаптическую щель каждый раз одинаковое количество медиатора, высвобождая только часть содержимого каждой из шести везикул. Сам по себе термин «пороцитоз» происходит от греческих слов poro (что означает поры) и cytosis (описывает перенос химических субстанций через плазматическую мембрану клетки).
Большинство экспериментальных данных о функционировании моносинаптических межклеточных соединений получены благодаря исследованиям изолированных нервно-мышечных контактов. Как и в межнейронных, в нервно-мышечных синапсах МПВ формируют упорядоченные гексагональные структуры. Каждая из таких гексагональных структур может быть определена как «синаптомер» — то есть структура, которая является элементарной единицей в процессе секреции медиатора. Синаптомер содержит, кроме собственно поровых углублений, протеиновые нитчатые структуры, содержащие линейно упорядоченные везикулы; существование аналогичных структур доказано и для синапсов в центральной нервной системе (ЦНС).
Как было сказано выше, пороцитозный механизм генерирует квант нейромедиатора, но без того, чтобы мембрана индивидуальной везикулы полностью сливалась с пресинаптической мембраной. Малый коэффициент вариации (менее 3 %) у величин постсинаптических потенциалов является индикатором того, что в единичном синапсе имеются не более 200 синаптомеров, каждый из которых секретирует один квант медиатора в ответ на один потенциал действия. 200 участков высвобождения (то есть синаптомеров, которые высвобождают медиатор), найденные на небольшом мышечном волокне, позволяют рассчитать максимальный квантовый лимит, равный одной области высвобождения на микрометр длины синаптического контакта, это наблюдение исключает возможность существования квантов медиатора, обеспечивающих передачу нервного сигнала, в объеме одной везикулы.

### Сравнение гипотез пороцитоза и квантово-везикулярной
Сравнение недавно общепринятой гипотезы КВЭ с гипотезой пороцитоза может быть осуществлено посредством сравнения теоретического коэффициента вариации с опытным, рассчитанным для амплитуд постсинаптических электрических потенциалов, генерируемых в ответ на каждый отдельный выброс медиатора из пресинапса. Если принять, что процесс экзоцитоза проходит в небольшом синапсе, где содержится около 5 000 везикул (50 на каждый микрон длины синапса), постсинаптические потенциалы должны быть сгенерированы 50-ю случайно выбранными везикулами, что даёт теоретический коэффициент вариации 14 %. Эта величина примерно в 5 раз больше, чем коэффициент вариации постсинаптических потенциалов, получаемых в опытах, таким образом, можно утверждать, что процесс экзоцитоза в синапсе не является случайным (не совпадает с распределением Пуассона) — что невозможно, если объяснять его в рамках гипотезы КВЭ, но вполне соответствует гипотезе пороцитоза. Дело в том, что гипотеза пороцитоза предполагает, что все связанные с пресинаптической мембраной везикулы выбрасывают медиатор одновременно; при этом постоянное количество медиатора, выбрасываемого в синаптическую щель в ответ на каждый потенциал действия (об устойчивости свидетельствует малый коэффициент вариации постсинаптических ответов) вполне может быть объяснено высвобождением малого объема медиатора большим количеством везикул — при этом, чем больше везикул, участвующих в процессе, тем меньше становится коэффициент корреляции, хотя это и выглядит с точки зрения математической статистики несколько парадоксально.

## Классификация

### По медиатору
- аминергические, содержащие биогенные амины (например, серотонин, дофамин);
  - в том числе адренергические, содержащие адреналин или норадреналин;
- холинергические, содержащие ацетилхолин;
- пуринергические, содержащие пурины;
- пептидергические, содержащие пептиды.

При этом в синапсе не всегда вырабатывается только один медиатор. Обычно основной медиатор выбрасывается вместе с другим, играющим роль модулятора.

### По знаку действия
- возбуждающие
- тормозные.

Если первые способствуют возникновению возбуждения в постсинаптической клетке, то вторые, напротив, прекращают или предотвращают его появление. Обычно тормозными являются глицинергические (медиатор — глицин) и ГАМК-ергические синапсы (медиатор — гамма-аминомасляная кислота).

### По их местоположению и принадлежности структурам
- периферические
  - нервно-мышечные
  - нейросекреторные (аксо-вазальные)
  - рецепторно-нейрональные
- центральные
  - аксо-дендритические — с дендритами, в том числе
аксо-шипиковые — с дендритными шипиками, выростами на дендритах;
  - аксо-соматические — с телами нейронов;
  - аксо-аксональные — между аксонами;
  - дендро-дендритические — между дендритами;

В некоторых синапсах присутствует постсинаптическое уплотнение — электронно-плотная зона, состоящая из белков. По её наличию или отсутствию выделяют синапсы асимметричные и симметричные. Известно, что все глутаматергические синапсы асимметричны, а ГАМКергические — симметричны.
В случаях, когда с постсинаптической мембраной контактирует несколько синаптических расширений, образуются множественные синапсы.
К специальным формам синапсов относятся шипиковые аппараты, в которых с синаптическим расширением контактируют короткие одиночные или множественные выпячивания постсинаптической мембраны дендрита. Шипиковые аппараты значительно увеличивают количество синаптических контактов на нейроне и, следовательно, количество перерабатываемой информации. «Не-шипиковые» синапсы называются «сидячими». Например, сидячими являются все ГАМК-ергические синапсы.